# Alphonsea
Alphonsea es un género de plantas de la familia Annonaceae, orden Magnoliales, subclase Magnólidas, subdivisión Magnoliophytina, división Spermatophyta. Sur y sudeste de Asia hasta Nueva Guinea.

## Taxonomía
El género fue descrito por Hook.f. & Thomson y publicado en Flora Indica: being a systematic account of the plants . . 1: 152. 1855.  La especie tipo es: Alphonsea ventricosa (Roxb.) Hook. f. & Thomson. 

## Especies
| - Alphonsea boniana - Alphonsea curtisii - Alphonsea cylindrica - Alphonsea elliptica - Alphonsea gaudichaudiana - Alphonsea glabrifolia - Alphonsea hainanensis - Alphonsea havilandii - Alphonsea hortensis - Alphonsea javanica - Alphonsea johorensis - Alphonsea keithii - Alphonsea kinabaluensis - Alphonsea kingii - Alphonsea lucida - Alphonsea lutea - Alphonsea maingayi | - Alphonsea malayana - Alphonsea mollis - Alphonsea monogyna - Alphonsea orthopetala - Alphonsea ovata - Alphonsea papuasica - Alphonsea philastreana - Alphonsea sessiliflora - Alphonsea siamensis - Alphonsea sonlaensis - Alphonsea stenogyna - Alphonsea tonquinensis - Alphonsea tsangyuanensis - Alphonsea ventricosa - Alphonsea verrucosa - Alphonsea zeylanica |